# Raphitoma linearis
Raphitoma linearis är en snäckart som först beskrevs av Montagu 1803.  Raphitoma linearis ingår i släktet Raphitoma och familjen Turridae. Inga underarter finns listade i Catalogue of Life.